# Het Moer
Het Moer is een buurtschap in de gemeente Westerveld, in de Nederlandse provincie Drenthe. Het behoorde tot 1998 tot de gemeente Diever.
Het Moer ligt ten westen van Wittelte en in het oostelijke verlengde van Wapserveen. Het Moer omvat circa tien huizen en circa 25 inwoners. Het is ontstaan uit een tweetal boerderijen net buiten Wapserveen. Qua adressering valt het echter onder Wittelte.
Ansen (deels) · Benderse (deels) · Boschoord · Boterveen · Busselte · Darp · De Monden (deels) · Diever · Dieverbrug · Doldersum · Dwingeloo · Eemster · Eursinge · Frederiksoord · Geeuwenbrug · Het Moer · Het Schier · Havelte · Havelterberg (deels) · Holtien · Holtinge · Holtland · Kalteren · Kraloo (deels) · Leggeloo · Lhee · Lheebroek · Molenstad · Nijensleek · Oldendiever · Oude Willem  (deels) · Uffelte · Veendijk · Veldhuizen · Vledder · Vledderveen · Wapse · Wapserveen · Wateren · Westeinde · Wilhelminaoord · Wittelte · Witteveen (deels) · Zorgvlied

Drenthe: Steden en dorpen      Nederland: Provincies · Gemeenten